# 塔利班駐多哈辦事處

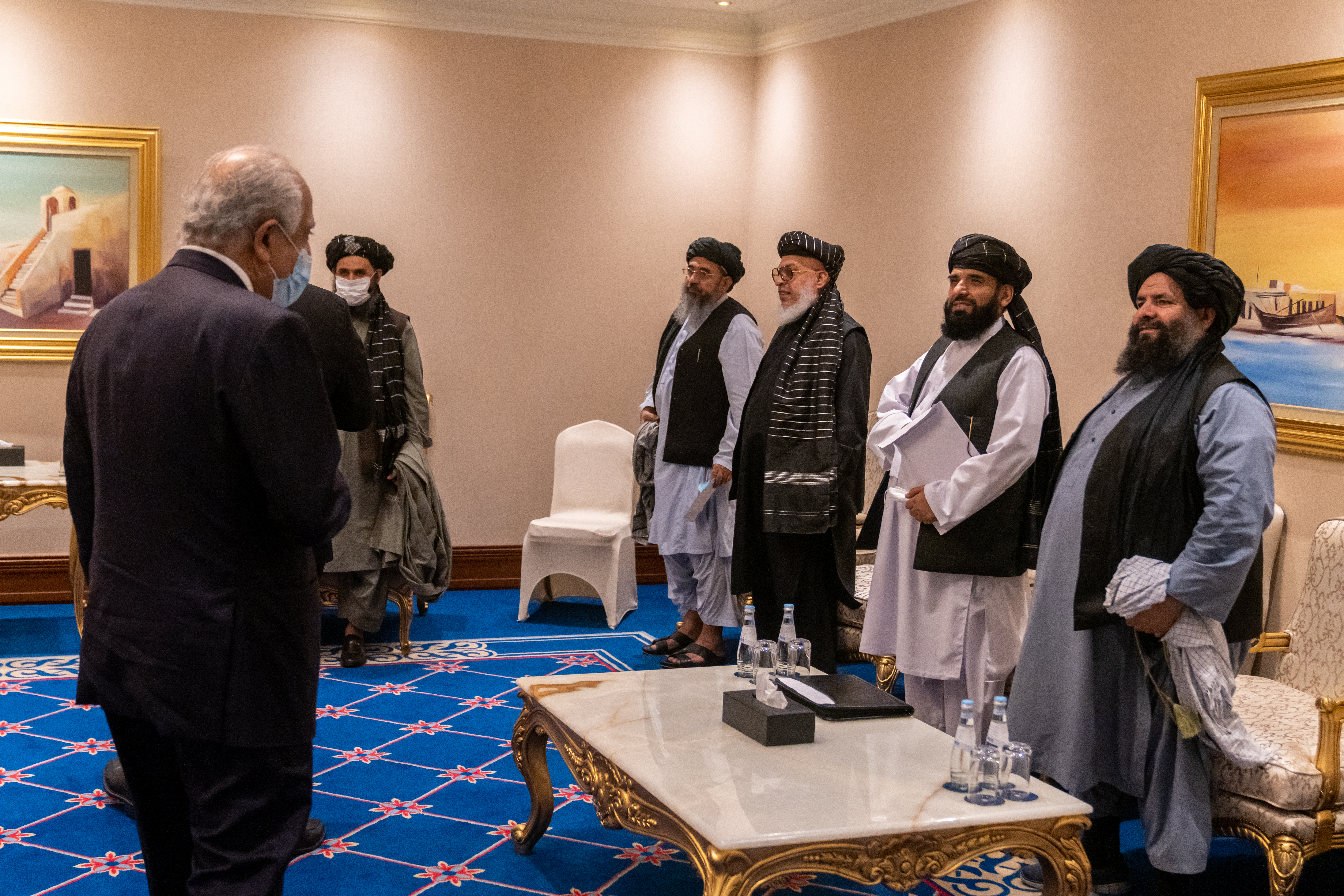
2020年11月21日，美国代表扎尔迈·哈利勒扎德（左）和国务卿迈克·蓬佩奥在卡塔尔多哈会见了塔利班领导人阿卜杜勒·加尼·巴拉达尔和苏海尔·沙欣等人

自2010年代初至2021年塔利班奪取阿富汗政權期間，阿富汗塔利班的高级领导人一直驻扎在卡塔尔的多哈。塔利班在那里的最初目的是开设一个办公室，以促进塔利班、阿富汗伊斯蘭共和國政府、美国和其他国家之间的政治和解。在塔利班办公楼于2013年启用后，由于阿富汗伊斯蘭共和國政府反对将该办公室作为一个流亡政府的大使馆面目出现，和平谈判暂停。塔利班领导人在卡塔尔政府的安排下繼續留在多哈，条件是办公室不能用于處理公共事务。
2021年8月17日阿富汗伊斯兰共和国滅亡后，与塔利班有联系的伊斯兰党领导人古勒卜丁·希克马蒂亚尔在多哈会见了阿富汗伊斯兰共和国前总统哈米德·卡尔扎伊和民族和解高级委员会主席、前行政长官阿卜杜拉·阿卜杜拉，寻求组建政府 。逃往國外的阿富汗伊斯兰共和国末任總統阿什拉夫·加尼·艾哈迈德扎伊則來到阿联酋，并表示他支持阿富汗伊斯兰共和国前高官與塔利班接觸  。同時塔利班駐多哈办事处主任阿卜杜勒·加尼·巴拉达尔和许多其他办事处的塔利班工作人员回到了阿富汗，讨论组建新政府的问题。塔利班发言人之一苏海尔·沙欣和其他一些人則暫時留在卡塔尔。